# Karis Paige Bryant
Pour les articles homonymes, voir Bryant.
Karis Paige Bryant, née le 24 juin 1985 à Arlington (États-Unis), est une actrice américaine qui commence sa carrière en 1990 dans un téléfilm intitulé A Killing in a Small Town.
Elle est notamment connue pour avoir joué Jenny Gordon, la nièce de Dan Gordon qui fut le nouveau voisin des sœurs Halliwell dans la série Charmed. Elle apparaît seulement dans quatre épisodes de la saison 2. Elle s'entend très bien avec les sœurs Halliwell, notamment Phoebe, la benjamine, qui ont été de très bon conseil quand son oncle Dan ne savait pas gérer certains problèmes d'ordre féminin.

## Filmographie
- 1990 : A Killing in a Small Town : Little Candy
- 1994 : L'Homme aux deux épouses (The Substitute Wife) : Jessica
- 1994 : While Justice Sleeps : Samantha 'Sam' Stokes
- 1995 : The Unspoken Truth : Lily Hawkins
- 1996 : L'Angoisse d'une mère : Laura Morse
- 1996 : Walker, Texas Ranger : Sally Jones
- 1999 : Universal Soldier: Le combat absolu : Hillary Deveraux
- 1999 : Charmed : Jenny Gordon
- 2009 : From the Dark : Lizzi Miller
- 2012 : Final Witness : Erin Caffey